# Tistronörarna, Houtskär
Tistronörarna är öar i Finland. De ligger i Skärgårdshavet och i kommunen Pargas i landskapet Egentliga Finland, i den sydvästra delen av landet. Öarna ligger omkring 62 kilometer väster om Åbo och omkring 200 kilometer väster om Helsingfors.
Arean för den av öarna koordinaterna pekar på är 5,2 hektar och dess största längd är 0,5 kilometer i nord-sydlig riktning. Närmaste större samhälle är Korpo, 18,6 km öster om Tistronörarna.